# 창신중학교 축구단
창신중학교 축구부는 경상남도 마산시에 있던 창신중학교의 축구부이다.

## 같이 보기
- 창신중학교